# Tuyamaella
Tuyamaella là một chi rêu trong họ Lejeuneaceae.